# Union des Travailleurs Congolais
De Union des Travailleurs Congolais (UTC) was een Congolese vakbond.

## Historiek
De vakbond werd opgericht als ACV-Kongo (ACVK) door toenmalig ACV-voorzitter Henri Pauwels in april 1946. Aanvankelijk verenigde dit syndicaat zowel de Europese werknemers in Belgisch-Congo als de Congolezen. Omstreeks eind 1957 werd de afrikanisering van de beweging ingezet. Eind 1958 waren 26 van de 35 vrijgestelden Congolezen.
Op 1 januari 1959 werd ACVK autonoom van het ACV en sloot ze aan bij het Internationaal Christelijk Vakverbond (ICV). Op 6 april (na de Congolese onafhankelijkheid) werd de naam gewijzigd in Union des Travailleurs Congolais. De Europese gesyndiceerden verenigden zich in de Union des Cadres et Agents Metropolitain (UCAM), dat later werd omgevormd tot ACV-Overzeelanden. De organisatie groeide uit tot de grootste vakbond van het land, met circa 92.500 leden.
Onder het regime van Mobutu fusioneerde de organisatie in 1967 met de Fédération Générale du Travail du Kongo (FGTK) en de Conféderation des Syndicats Libres du Congo (CSLC) tot de Union Nationale des Travailleurs Congolais (UNTC).